# Vidya Gastaldon
 (novembre 2018).
Vidya Gastaldon, née le 3 janvier 1974 à Besançon, est une artiste et autrice franco-suisse. Elle vit et travaille à Genève (Suisse) et dans l'Ain (France).
Vidya Gastaldon est une artiste et autrice franco-suisse née en 1974 dans un ashram dans le Doubs, où la communauté pratique la méditation. Elle vit et travaille à Genève et dans l’Ain, dans une ferme sur le plateau du Retord.
Adolescente elle commence à lire passionnément les textes sacrés de l’Inde qui guideront en partie son travail artistique. En 1993, elle rentre à l’École des Beaux-Arts de Grenoble ou elle découvre les raves et la techno. À 23 ans elle reçoit les techniques de méditation. Quelques années plus tard elle découvre le Hatha Yoga et fait une formation d’enseignante à Genève.
Dans sa pratique artistique, tous ces éléments se lient. À travers ses dessins, ses peintures et ses sculptures, l'artiste déploie une esthétique des « états de conscience » au-delà des références formelles ou théoriques. Les notions de plaisir et d'expérience trouvent une force expressive nouvelle. 
Elle participe à de nombreuses expositions personnelles et collectives en Suisse et à l’étranger et est actuellement représentée par les galeries Wilde à Genève et Art:concept à Paris.Entre 2010 et 2015, elle a co-dirigé l’espace d’art Zabriskie Point à Genève et depuis 2015, elle fait partie de l’association du Centre d’Art Contemporain de Lacoux.Elle enseigne dans l’option Représentation de la HEAD Genève depuis 2010. Par ailleurs, elle pratique et enseigne le Yoga du Cachemire.
Elle rentre dans le domaine de l’écrit par des textes sur son travail ou celui d’autres artistes. Aujourd’hui, elle cherche dans l’écriture à retranscrire des visions telles qu’elle les transmet aussi à travers son travail. L’écriture lui permet de rendre compte d’une compréhension mystique du monde. Bleu Extase est son premier roman et il parle d’une libération intérieure.

## Œuvre littéraire
Bleu Extase, https://artfiction.ch/produit/bleu-extase/Éditions art&fiction Lausanne, 2025, 300 p.  (ISBN 978-2-88964-084-3)

## Œuvres dans des collections
Paris, Pinault Collection; Vevey, Musée Jenisch ; Genève, Fonds municipal d'art contemporain de Genève ; Genève, Fond Cantonal d'art contamporain; Thoune, Kunstmuseum Thun ; Graz, Grazer Kunstverein ; Marseille, FRAC Provence-Alpes-Côte d’Azur ; Walsall, The New Art Gallery Walsall, France, Fonds régional d'art contemporain (FRAC) Normandie Rouen; France, Fonds régional d'art contemporain d'Alsace (FRAC) ; France, Musée de l’Abbaye Saint Croix, Les Sables d’Olonne ; France, Musée national d’art moderne, Centre Pompidou. Suisse, Kunstmuseum, Bern.

## Esthétique
Vidya Gastaldon a développé au fil des années un univers proche de l'esthétique hippie et psychédélique, du New Age et du minimalisme abstrait. À travers ses dessins, ses films et ses sculptures en laine ou en tissus, l'artiste déploie une esthétique des « états » au-delà de toute référence formelle ou théorique, où les notions de plaisir et d'expérience trouvent une force nouvelle.

## Expositions personnelles
L'astérisque indique les expositions communes avec Jean-Michel Wicker.

### 2024
- Vidya Gastaldon. Demeure sans murs, MRAC, Occitanie, Sérignan/FR

### 2023
- Natural Herstory, Wilde, Genève/CH

### 2022
- Océan sentimental, Centre d’art contemporain, Les Capucins, Embrun/FR

### 2021
- Paysages du temps zéro, Art : Concept, Paris/FR

### 2020
- J’aurais voulu qu’on s’aime tous, Wilde, Genève/CH

### 2019
- Objets peints au feu de bois, Art : Concept,Paris/FR

### 2017
- Push the earth with your knees, the sky with your head, Art Bärtschi & Cie, Genève/CH

### 2016
- Les Rescapés, Musée de l’Abbaye Sainte-Croix, Les Sables d’Olonne/FR
- Hello From the Other Side, Art : Concept, Paris/FR

### 2013
- I’m in love with the new world, Art : Concept,Paris/FR

### 2012
- Art Kabinett, Art Basel, Miami/US
- Tu es monstrueux et je t’aime beaucoup, in Cycle L’éternel détour, séquence été 2012, MAMCO,Genève/CH
- Leurs mouvements sont rapides, saccadés et incontrôlables, H2M Hôtel Marron de Meillonnas,Bourg en Bresse/FR

### 2011
- Rituels, Fondation Ricard, Paris[2]
- Crazy, cruel and full of love, Galerie Guy Bartschi,Genève/CH

### 2009
- Apex, Kunstverein, Gottingen, Allemagne
- Apocalhipsters, Guy Bartschi, Genève, Suisse
- Domaine de Kerguehennec, Centre d’Art Contemporain, Bignan, France
- Nécology ; Galerie Art:Concept, Paris, France[2]

### 2008
- Do you wear the Love Glasses?, Salon 94 (en), New York, USA
- Call it what you like, New Art Gallery, Walsall Museum, Walsall, UK

### 2007
- Stop believing, start knowing, Swiss Institute N-Y, USA
- Atelier Hermès, Séoul, Corée du Sud
- healing boom, Hiromi Yoshii Gallery, Tokyo, Japon

### 2006
- Musée des beaux-arts (de) de Thoune, Suisse
- Galerie Art:Concept, Paris[2]
- Art Statements, Art 37 Basel, Bâle, Suisse
- Alexandre Pollazzon, Londres, Grande-Bretagne
- Nucléarama, en collaboration avec Nathalie Rebholz, Nuke, Paris
- Galerie Francesca Pia, Zurich, Suisse

### 2005
- Biolovarama, Mamco, Genève, Suisse
- Ectopie spectrale, Hard Hat, Genève, Suisse

### 2004
- Cosmic Galerie, Paris[2]

### 2003
- Centre d’Art Contemporain, Genève, Suisse

### 2001
- Kunsthaus Glarus, Glaris, Suisse*
- Centre d'édition contemporaine, Genève, Suisse*
- Gregorio Magnani Gallery, Londres, Grande-Bretagne

### 2000
- Audi / Beyond grinding halt / Centre Point, Forde, Genève, Suisse*[2]
- Galerie Mot & Van den Boogaard, Bruxelles, Belgique*[2]
- Chocolate Explosion, Gregorio Magnani Gallery, Londres, Grande-Bretagne*

### 1999
- Robert Prime Gallery, Londres, Grande-Bretagne*
- Prospect, Centre national de la photographie, Paris*

### 1998
- CAPC, Bordeaux*

### 1997
- Approaching Cadillac of Time, Galerie Analix, The First Gramercy International Art Fair, Gramercy Park Hotel, New York, États-Unis*

### 1996
- Galerie Analix, Genève, Suisse[2]

## Prix
- 2005  Prix Féderal d'art Suisse
- 2006 Prix Fédéral d'art Suisse
- 2025 Lauréate Prix nouvelle autrice du canton de Genève

## Publications
- Vidya Gastaldon, Call It What You Like, JRP/Ringier, (2009), édition bilingue (français / anglais), Softcover, 220 x 260 mm, 160 pages (Images 99 color)  (ISBN 978-3-905829-84-6)
- Vidya Gastaldon, JR/Ringier, (2006), 20,5 x 28,6 cm, 64 pages (ill. coul.),  (ISBN 2-940271-74-7)
- Vidya Gastaldon & Jean-Michel Wicker (Collaborations, 1994 - 2001), 2003, édition bilingue (français / anglais), Softcover, 158 x 209 mm, 72 pages (Images 30 color)  (ISBN 978-2-940271-17-7)
- Vidya Gastaldon. Les Rescapés, Cahiers de l’Abbaye Sainte-Croix n°131, les Sables d’Olonne, (2016), 104 pages (ISBN 978-2-913981-59-1)